# 1887 en journalisme
Cet article présente les faits marquants de l’année 1887 en journalisme.

## Évènements
- Création du journal Le Soir.

## Naissance
- 14 mai : Pierre Mocaër un homme politique français, écrivain, journaliste, militant breton.
- 4 octobre : Pierre Taittinger un homme politique, industriel et journaliste français.
- 26 octobre : Édouard Bourdet un auteur dramatique et journaliste français.
- 1er novembre : André Levinson un journaliste français de danse.